# Château de Lévis
 (octobre 2022).
Si vous disposez d'ouvrages ou d'articles de référence ou si vous connaissez des sites web de qualité traitant du thème abordé ici, merci de compléter l'article en donnant les références utiles à sa vérifiabilité et en les liant à la section « Notes et références ».
Le château de Lévis est un édifice situé à Lurcy-Lévis, en France.

## Localisation
Le château est situé sur la commune de Lurcy-Lévis, au nord-ouest du département de l'Allier, en région Auvergne-Rhône-Alpes, limitrophe du département du Cher. Il se dresse près de la route de Couleuvre à quatre kilomètres au sud-ouest du village.

## Description
Construit dans les débuts du règne de Louis XIV en 1655, il est d'une architecture sobre. Il fut la demeure de la famille de Lévis pendant plus de 300 ans.
À l'origine, une double allée d'arbres de plus d'un kilomètre mène à l'entrée d'une demi-lune qui matérialise le début d'une avant-cour de plus d'un hectare, elle-même bordée de plantations d'arbres en « quinconce » .
À l'extrémité de cette allée, qui a été transformée depuis en route départementale, une grille encadrée de douves délimite l'entrée de la vaste cour d'honneur, au nord du bâtiment principal. La cour est bordée par deux dépendances, les écuries et les cuisines, que longent actuellement des allées de tilleuls.
Le château s'étend sur une centaine de mètres. Il est flanqué de deux pavillons plus larges et plus saillants que le corps central, dont la ligne épurée est remaniée au XIXe siècle par l'ajout d'une surélévation centrale décorative. Deux escaliers à double-révolution y mènent, au nord et au sud du château, ajoutés à la même époque.
Le corps central présente onze travées réparties inégalement de part et d'autre du pavillon central, preuve du remaniement de ce dernier, ainsi que des escaliers des deux façades construits en 1855.
Le rez-de-chaussée est affecté aux pièces de service depuis le XIXe siècle : cuisines, offices, garde-manger.
Les pavillons latéraux hébergent les appartements, répartis en deux salons et trois chambres indépendantes par plateau.
L'étage noble, le premier étage, est consacré sur sa partie centrale aux pièces de réception en enfilade : grand salon, petit salon, salle à manger, bibliothèque. Les boiseries, les plafonds à la française (solives et poutres apparentes), ainsi que certaines de cheminées de briques ou de porphyre, sont conservées. Le grand salon possède toujours sa cheminée monumentale en pierre blanche dont le manteau repose sur des jambages en rétrécissant à la base et ornés d'une coquille. À l'origine, le manteau est surmonté d'un tableau représentant une scène de chasse.
Le deuxième étage mansardé est éclairé par des lucarnes à ailerons couronnées d'un fronton cintré.
Dans la basse-cour extérieure au nord-ouest du château demeure un colombier, vestige du château médiéval, antérieur à l'architecture actuelle. Ce colombier, tour de surveillance, est réduit au tiers de sa hauteur initiale. À l'origine, il est coiffé d'un toit conique aux tuiles brunes que surmonte une lanterne à l'impériale.
Le château, une majeure partie de ses dépendances, la cour d'honneur, l'allée, le pont d'accès, la grille et les douves sont inscrits à l'Inventaire des monuments historiques depuis 1945.

## Historique

### Château précédent: la forteresse de Poligny
Il existe au Moyen Âge, sur l'emplacement actuel, un château-fort portant le nom de Poligny, Poligni ou encore Poleigné, construit par la famille de Poligny. Il est en bordure de la voie romaine allant de Clermont à Bourges par Bourbon-l'Archambault et Sancoins. Le fief passe au XIIe siècle aux La Porte, seigneurs de Bannegon, en Berry. Au XIIIe siècle, Guillaume de La Porte accorde une charte d'affranchissement aux habitants de Poligny qui s'obligent en contrepartie à régler la taille, la corvée, « clôtures et palissades » ainsi que le guet et garde en cas d'hostilité.
À la mort du dernier descendant mâle de la famille, en 1366, le bien passe en indivision aux filles, l'une épouse du sieur des Barres qui possède Bannegon, et l'autre mariée à un Châteaumorand. L'indivision cesse au XVe siècle lorsque Jean de Châteaumorand, conseiller et chambellan du roi Charles VI, réunit entre ses mains la totalité du fief. Sa fille, Agnès de Châteaumorand, apporte le domaine de Poligny à la famille de Lévis en épousant Brémond de Lévis, chambellan du duc de Bourbon, seigneur de La Voulte et descendant de Guy Ier de Lévis en 1422.
Son fils Louis de Lévis rend hommage pour son fief en 1506 au roi Charles VIII, dont il est le chambellan. Son successeur est Charles de Lévis, grand maître et général réformateur des Eaux et forêts de France sous le règne du roi Henri II. Vient ensuite Claude de Lévis, panetier du roi et futur chambellan du duc d'Alençon. Il est le père de Jean de Lévis, mort assassiné en 1611.

### Château de Lévis: duXVIIeà 1970
Petit-fils de Claude de Lévis, Roger de Lévis hérite du fief de Poligny. La terre est alors érigée en marquisat. Lieutenant général du gouvernement de Bourbonnais, il entreprend la construction du château moderne, qui prend le nom de Lévis.
Le château passe ensuite au fils de Roger, Charles-Antoine de Lévis (vers 1643-1719), maître de camp de cavalerie dont l'épouse est Marie-Françoise de Béthisy (vers 1637-1719) et dont Saint-Simon fait un tableau peu reluisant, une avarice notoire doublée d'une passion pour le jeu. Son petit-fils, Charles Eugène de Lévis-Charlus (1669-1734), s'illustre dans la cavalerie à la bataille de Fleurus (1690), au siège de Mons (1691), à la bataille de Steinkerque (1692), et aux sièges de Namur (1692) et de Charleroi (1693).
Dernier des marquis de Poligny, Charles Eugène obtient, le 13 février 1723, pour lui et ses descendants mâles, que les terres et seigneuries de Lurcy-le-Sauvage, Poligny, etc. soient érigées en duché-pairie sous le nom de duché de Lévis (ou Lévy). Le titre s'éteint avec lui.
En 1744, un incendie survient dans le pavillon gauche du château, qui n'est pas réparé avant les années 1750.
Ses trois frères étant morts avant leur père, Marie-Françoise de Lévis, seule héritière du duc de Lévis, apporte la terre et le château de Lévis à la famille de Castries. Charles Eugène Gabriel de La Croix, marquis de Castries, futur secrétaire d'État de la Marine de Louis XVI, les vend en 1752 à Jacques Hardouin-Mansart de Sagonne, architecte du roi, petit-fils de Jules Hardouin-Mansart. L'architecte y engloutit sa fortune, victime d'une escroquerie dans la vente des bois de la forêt de Champroux en 1753, qui devait servir au financement de l'autre moitié du prix d'acquisition (500 000 livres), affaire qui ne sera tranchée devant la Table de marbre à Paris qu'en 1766. Par cette acquisition, le dernier des Mansart entendait constituer un vaste domaine avec la fusion du comté de Sagonne qu'il avait obtenu de son père. Le temps de sa présence à Lurcy-Lévis, l'architecte s'investit beaucoup sur les lieux et restaure le portail de l'église du bourg.
Du fait de ses difficultés personnelles, Jacques Hardouin-Mansart de Sagonne cède le château en 1759 à André de Sinéty (1712-1773), capitaine au régiment des gardes françaises, futur gouverneur des Enfants de France, et à son épouse Marie-Anne de Ravenel. En 1788, André-Louis-Marie de Sinéty fait du château de Lévis sa manufacture de porcelaine et s’installe au château de Neureux. En 1833, Henry Thuret rachète le château. En 1850, les ateliers sont transférés à Couleuvre, le nouveau propriétaire désirant habiter Lévis. Henry Thuret restaure le château pour en faire sa résidence. Il fait construire le pavillon central et les escaliers des deux façades. Il décore le balcon de l’escalier d’honneur avec les blasons des familles qui se sont succédé au château jusqu’en 1661, et celui de la famille de Waldner.
En 1823, Louise-Cordélia-Eucharis Greffulhe, épouse séparée de biens du comte Boniface de Castellane, maréchal de France, achète le château et le domaine de 4 439 ha à Alphée de Sinéty, née Alphée Thuret, pour la somme de 1 600 000 francs. Elle le revend en 1833 à Isaac Thuret, qui effectue quelques modifications structurelles et d'aménagement intérieur à partir de 1852. Le château passe ensuite à la famille Waldner de Freundstein à la faveur du mariage d'Adèle Thuret, petite-fille d'Isaac, avec le diplomate Eugène de Waldner de Freundstein en 1872. Le château est conservé jusqu'en 1970.
Le 7 mars 1945, il est inscrit aux Monuments historiques.

### De 1970 à aujourd'hui
Entre 1970 et 1995, le château appartient à un groupe d'investisseurs américains peu scrupuleux, qui souhaite transformer le lieu en hôtel de luxe après l'avoir gagné au Poker. Des chantiers d'aménagement intérieur sont menés, sans consultation de la DRAC et des autres autorités du patrimoine. Du béton est coulé sur les marches en pierre des escaliers principaux intérieurs. Les différents actionnaires ne parviennent pas à s'entendre et ne mènent aucun chantier à bout. Le château est délaissé et pillé pendant une vingtaine d'années.
De 1995 à 2000, le château passe à Jacques et Catherine Guyot, qui ouvrent le château au public. Après la visite d'une commission de sécurité, le lieu est laissé ouvert sous réserve de travaux urgents.
En 2000, le château, ses dépendances et son parc sont acquis par Jean de Menton . Il entreprend la réfection des enduits de façade en dépit des travaux de toiture nécessaires, et se lance dans des travaux d'aménagement intérieur. Son but est d'ouvrir les pièces de réception au public pour des événements et des expositions d'art ouvertes à tous. Mais, après la visite de la commission de sécurité, le lieu est considéré dangereux et fermé au public par arrêté municipal. Le propriétaire stocke le mobilier en garde-meuble et laisse le bien se délabrer.
Plusieurs initiatives tentent de sauver le château. L'association Adopte un château est sollicitée. En 2018, une pétition lancée par Catherine Guyot, ex-propriétaire du lieu avec son mari, recueille près de 60 000 signatures en deux mois. La même année, une plateforme d’accompagnement en financement des monuments d’exception est sollicitée ; elle jette l'éponge en 2019. En 2019, une convention de mécénat est proposée par La Demeure historique, une association nationale qui regroupe plus de 3 000 monuments, cependant la signature n'a jamais lieu.
Entre-temps, le château est pillé, vandalisé et visité illégalement, de manière quotidienne. Les fenêtres et portes sont cassées, le château prend l'eau et personne ne l'entretient.
En 2021, une Association du château de Lévis est créée. Elle se consacre, main dans la main avec le propriétaire, à la sauvegarde et à la re-dynamisation du château,. Un budget est mis en place avec l'apport de fonds publics, notamment pour financer le vitrage des fenêtres du château. Le château accueille des rassemblements de véhicules anciens.
Une subvention est accordée pour des travaux de sauvegarde de la chapelle du château par la Fondation La Sauvegarde de l'Art Français qui retire finalement son soutien en 2024 suite à des malfaçons sur le chantier.